# Переулок Талалихина
Переу́лок Талали́хина — переулок в Петроградском районе Санкт-Петербурга. Проходит от проспекта Добролюбова до улицы Блохина. На юго-запад продолжается улицей Сперанского.

## История
С 1798 года носил название Малая Никольская улица, дано по приделу Николая Чудотворца в находившейся вблизи проезда в церкви Успения Богородицы (ныне Князь-Владимирский собор). Существовал вариант Мало-Никольская улица. С 1828 года переименован в Грязный переулок, иногда обозначавшийся как 1-й Грязный переулок. 14 января 1905 года присвоено название Успенский переулок, по церкви Успения Богородицы.
15 декабря 1952 года переименован в переулок Талалихина, в честь В. В. Талалихина, советского лётчика, первым совершившего таран в ночном воздушном бою в Великую Отечественную войну, Героя Советского Союза.

## Достопримечательности
- Успенский сквер с Князь-Владимирским собором